# Lista de episódios de Las chicas del cable

Logo da série

Las chicas del cable (em português:  As Telefonistas) é uma série de televisão de drama de época espanhola produzida pela Bambú Producciones, sediada em Madri, criada por Ramón Campos e Teresa Fernández Valdés, produtora da aclamada série espanhola Gran Hotel e Velvet, e co-criada por Gema Neira. A série é distribuída mundialmente pela Netflix. É estrelado por Blanca Suárez, Maggie Civantos, Ana Fernández e Nadia de Santiago.
A primeira temporada, composta por oito episódios, estreou no mundo todo em 28 de abril de 2017, na Netflix. A segunda foi ao ar em 25 de dezembro de 2017 e a terceira temporada saiu em 7 de setembro de 2018. A quarta temporada foi lançada em 9 de agosto de 2019. A quinta e última temporada, foi dividida em 2 partes com a parte 1 sendo lançada em 14 de fevereiro de 2020 e a parte 2 está programada para estrear em 3 julho do mesmo ano.

## Resumo
| Temporada | Temporada | Episódios | Episódios          | Originalmente lançado   |                        |
| --------- | --------- | --------- | ------------------ | ----------------------- | ---------------------- |
|           | 1         | 8         | 8                  | 28 de abril de 2017     | 28 de abril de 2017    |
|           | 2         | 8         | 8                  | 25 de dezembro de 2017  | 25 de dezembro de 2017 |
|           | 3         | 8         | 8                  | 7 de setembro de 2018   | 7 de setembro de 2018  |
|           | 4         | 8         | 8                  | 9 de agosto de 2019     | 9 de agosto de 2019    |
|           | 5         | 10        | 5                  | 14 de fevereiro de 2020 |                        |
| 5         | 5         | 10        | 3 de julho de 2020 |                         |                        |

## Episódios

### Temporada 1 (2017)
| N.º na série | N.º na temp. | Título original (Título no Brasil)                                 | Dirigido por   | História por                                                                                            | Roteiro por                                       | Lançamento          |
| ------------ | ------------ | ------------------------------------------------------------------ | -------------- | --- | ------------------------------------------------- | ------------------- |
| 1            | 1            | "Capítulo 1: Los sueños" "(Capítulo 1: Os sonhos)" (BR)            | Carlos Sedes   | Ramón Campos, Gema R. Neira, Teresa Fernández-Valdés & María José Rustarazo                             | Ramón Campos & Gema R. Neira                      | 28 de abril de 2017 |
| 2            | 2            | "Capítulo 2: Los recuerdos" "(Capítulo 2: As memórias)" (BR)       | Carlos Sedes   | Ramón Campos, Gema R. Neira, Teresa Fernández-Valdés, María José Rustarazo & Almudena Ocaña             | Gema R. Neira, María José Rustarazo & Jaime Vaca  | 28 de abril de 2017 |
| 3            | 3            | "Capítulo 3: Las mentiras" "(Capítulo 3: As mentiras)" (BR)        | David Pinillos | Ramón Campos, Gema R. Neira, Teresa Fernández-Valdés, María José Rustarazo & Almudena Ocaña             | Carlos Portela & María José Rustarazo             | 28 de abril de 2017 |
| 4            | 4            | "Capítulo 4: Los sentimientos" "(Capítulo 4: Os sentimentos)" (BR) | David Pinillos | Ramón Campos, Gema R. Neira, Teresa Fernández-Valdés & María José Rustarazo                             | Carlos Portela                                    | 28 de abril de 2017 |
| 5            | 5            | "Capítulo 5: El pasado" "(Capítulo 5: o passado)" (BR)             | Carlos Sedes   | Ramón Campos, Gema R. Neira, Teresa Fernández-Valdés, María José Rustarazo & Jaime Vaca                 | Carlos Portela                                    | 28 de abril de 2017 |
| 6            | 6            | "Capítulo 6: La familia" "(Capítulo 6: A família)" (BR)            | Carlos Sedes   | Ramón Campos, Gema R. Neira, Teresa Fernández-Valdés, María José Rustarazo & Jaime Vaca                 | Estíbaliz Burgaleta & María José Rustarazo        | 28 de abril de 2017 |
| 7            | 7            | "Capítulo 7: La pérdida" "(Capítulo 7: As perdas)" (BR)            | David Pinillos | Ramón Campos, Gema R. Neira, Teresa Fernández-Valdés, María José Rustarazo & Jaime Vaca                 | Carlos Portela, María José Rustarazo & Jaime Vaca | 28 de abril de 2017 |
| 8            | 8            | "Capítulo 8: El amor" "(Capítulo 8: O amor)" (BR)                  | David Pinillos | Ramón Campos, Gema R. Neira, Teresa Fernández-Valdés, María José Rustarazo, Jaime Vaca & Carlos Portela | Carlos Portela & Jaime Vaca                       | 28 de abril de 2017 |

### Temporada 2 (2017)
| N.º na série | N.º na temp. | Título original (Título no Brasil)                                      | Dirigido por      | História por | Roteiro por                                                                          | Lançamento             |
| ------------ | ------------ | ----------------------------------------------------------------------- | ----------------- | --- | ------------------------------------------------------------------------------------ | ---------------------- |
| 9            | 1            | "Capítulo 9: La elección" "(Capítulo 9: A escolha)" (BR)                | Carlos Sedes      | Ramón Campos, Gema R. Neira, Teresa Fernández-Valdez, Maria José Rustarazo, Carlos Portela, Jaime Vaca, Flora Gonzáles Villanueva & Paula Fernández | —                                                                                    | 25 de dezembro de 2017 |
| 10           | 2            | "Capítulo 10: El pacto" "(Capítulo 10: O pacto)" (BR)                   | Carlos Sedes      | Ramón Campos, Gema R. Neira, Teresa Fernández-Valdez, Maria José Rustarazo, Carlos Portela, Jaime Vaca, Flora Gonzáles Villanueva & Paula Fernández | Almudena Ocaña                                                                       | 25 de dezembro de 2017 |
| 11           | 3            | "Capítulo 11: Los celos" "(Capítulo 11: O ciúme)" (BR)                  | Antonio Hernández | Ramón Campos, Gema R. Neira, Teresa Fernández-Valdez, Maria José Rustarazo, Flora Gonzáles Villanueva & Paula Fernández                             | Almudena Ocaña                                                                       | 25 de dezembro de 2017 |
| 12           | 4            | "Capítulo 12: La culpa" "(Capítulo 12: A culpa)" (BR)                   | Antonio Hernández | Ramón Campos, Gema R. Neira, Teresa Fernández-Valdez, Maria José Rustarazo, Flora Gonzáles Villanueva & Paula Fernández                             | Flora Gonzáles Villanueva, Paula Fernández & Maria José Rustarazo                    | 25 de dezembro de 2017 |
| 13           | 5            | "Capítulo 13: Los secretos" "(Capítulo 13: Os segredos)" (BR)           | Roger Gual        | Ramón Campos, Gema R. Neira, Teresa Fernández-Valdez, Maria José Rustarazo, Flora Gonzáles Villanueva & Paula Fernández                             | Almudena Ocaña & Maria José Rustarazo                                                | 25 de dezembro de 2017 |
| 14           | 6            | "Capítulo 14: La soledad" "(Capítulo 15: A solidão)" (BR)               | Roger Gual        | Ramón Campos, Gema R. Neira, Teresa Fernández-Valdez, Maria José Rustarazo, Flora Gonzáles Villanueva & Paula Fernández                             | Flora Gonzáles Villanueva, Paula Fernández & Maria José Rustarazo                    | 25 de dezembro de 2017 |
| 15           | 7            | "Capítulo 15: Las oportunidades" "(Capítulo 15: As oportunidades)" (BR) | David Pinillos    | Ramón Campos, Gema R. Neira, Teresa Fernández-Valdez, Maria José Rustarazo, Flora Gonzáles Villanueva & Paula Fernández                             | Maria José Rustarazo, Flora Gonzáles Villanueva & Paula Fernández                    | 25 de dezembro de 2017 |
| 16           | 8            | "Capítulo 16: La inocencia" "(Capítulo 16: A inocência)" (BR)           | David Pinillos    | Ramón Campos, Gema R. Neira, Teresa Fernández-Valdez, Maria José Rustarazo, Flora Gonzáles Villanueva & Paula Fernández                             | Almudena Ocaña, Teresa Fernández-Valdez, Flora Gonzáles Villanueva & Paula Fernández | 25 de dezembro de 2017 |

### Temporada 3 (2018)
| N.º na série | N.º na temp. | Título original (Título no Brasil)                            | Dirigido por      | História por | Roteiro por                                                                        | Lançamento            |
| ------------ | ------------ | ------------------------------------------------------------- | ----------------- | --- | ---------------------------------------------------------------------------------- | --------------------- |
| 17           | 1            | "Capítulo 17: El tiempo" "(Capítulo 17: O tempo)" (BR)        | Roger Gual        | Ramón Campos, Gema R. Neira, Teresa Fernández-Valdez, Maria José Rustarazo, Flora Gonzáles Villanueva & Paula Fernández  | Almudena Ocaña, Paula Fernández, Maria José Rustarazo & Flora Gonzáles Villanueva  | 7 de setembro de 2018 |
| 18           | 2            | "Capítulo 18: La muerte" "(Capítulo 18: A morte)" (BR)        | Roger Gual        | Ramón Campos, Gema R. Neira, Teresa Fernández-Valdez, Maria José Rustarazo, Flora Gonzáles Villanueva & Alberto Grondona | Almudena Ocaña, Maria José Rustarazo, Flora Gonzáles Villanueva & Alberto Grondona | 7 de setembro de 2018 |
| 19           | 3            | "Capítulo 19: La verdad" "(Capítulo 19: A verdade)" (BR)      | Antonio Hernández | Ramón Campos, Gema R. Neira, Teresa Fernández-Valdez, Maria José Rustarazo, Flora Gonzáles Villanueva & Alberto Grondona | Estíbaliz Burgaleta & Maria José Rustarazo                                         | 7 de setembro de 2018 |
| 20           | 4            | "Capítulo 20: La venganza" "(Capítulo 20: A vingança)" (BR)   | Antonio Hernández | Ramón Campos, Gema R. Neira, Teresa Fernández-Valdez, Maria José Rustarazo, Flora Gonzáles Villanueva & Alberto Grondona | Estíbaliz Burgaleta & Maria José Rustarazo                                         | 7 de setembro de 2018 |
| 21           | 5            | "Capítulo 21: El pecado" "(Capítulo 21: O pecado)" (BR)       | Carlos Sedes      | Ramón Campos, Gema R. Neira, Teresa Fernández-Valdez, Maria José Rustarazo, Flora Gonzáles Villanueva & Alberto Grondona | Almudena Ocaña                                                                     | 7 de setembro de 2018 |
| 22           | 6            | "Capítulo 22: La lucha" "(Capítulo 22: A luta)" (BR)          | Carlos Sedes      | Ramón Campos, Gema R. Neira, Teresa Fernández-Valdez, Maria José Rustarazo, Flora Gonzáles Villanueva & Paula Fernández  | Estíbaliz Burgaleta & Maria José Rustarazo                                         | 7 de setembro de 2018 |
| 23           | 7            | "Capítulo 23: La esperanza" "(Capítulo 23: A esperança)" (BR) | Roger Gual        | Ramón Campos, Gema R. Neira, Teresa Fernández-Valdez, Maria José Rustarazo, Flora Gonzáles Villanueva & Alberto Grondona | Maria José Rustarazo, Flora Gonzáles Villanueva & Alberto Grondona                 | 7 de setembro de 2018 |
| 24           | 8            | "Capítulo 24: El destino" "(Capítulo 24: O destino)" (BR)     | Roger Gual        | Ramón Campos, Gema R. Neira, Teresa Fernández-Valdez, Maria José Rustarazo, Flora Gonzáles Villanueva & Alberto Grondona | Maria José Rustarazo, Flora Gonzales Villanueva & Alberto Grondona                 | 7 de setembro de 2018 |

### Temporada 4 (2019)
| N.º na série | N.º na temp. | Título                                                       | Dirigido por      | História por | Roteiro por                                                                             | Lançamento          |
| ------------ | ------------ | ------------------------------------------------------------ | ----------------- | --- | --------------------------------------------------------------------------------------- | ------------------- |
| 25           | 1            | "Capítulo 25: La igualdad" "(Capítulo 25: Igualdade)" (BR)   | Antonio Hernández | Ramón Campos, Gema R. Neira, Teresa Fernández-Valdez, Maria José Rustarazo, Flora Gonzáles Villanueva & Alberto Grondona | Maria José Rustarazo, Flora Gonzáles Villanueva & Alberto Grondona                      | 9 de agosto de 2019 |
| 26           | 2            | "Capítulo 26: La libertad" "(Capítulo 26: Liberdade)" (BR)   | Antonio Hernández | Ramón Campos, Gema R. Neira, Teresa Fernández-Valdez, Maria José Rustarazo, Flora Gonzáles Villanueva & Alberto Grondona | Maria José Rustarazo, Flora Gonzáles Villanueva & Alberto Grondona                      | 9 de agosto de 2019 |
| 27           | 3            | "Capítulo 27: La justicia" "(Capítulo 27: Justiça)" (BR)     | Roger Gual        | Ramón Campos, Gema R. Neira, Teresa Fernández-Valdez, Maria José Rustarazo, Flora Gonzáles Villanueva & Alberto Grondona | Maria José Rustarazo, Alberto Grondona & Estabaliz Burgaleta                            | 9 de agosto de 2019 |
| 28           | 4            | "Capítulo 28: El miedo" "(Capítulo 28: Medo)" (BR)           | Roger Gual        | Ramón Campos, Gema R. Neira, Teresa Fernández-Valdez, Maria José Rustarazo, Flora Gonzáles Villanueva & Alberto Grondona | Maria José Rustarazo, Alberto Grondona, Estabaliz Burgaleta & Teresa Fernández-Valdez   | 9 de agosto de 2019 |
| 29           | 5            | "Capítulo 29: La vida" "(Capítulo 29: Vida)" (BR)            | Antonio Hernández | Ramón Campos, Gema R. Neira, Teresa Fernández-Valdez, Maria José Rustarazo, Flora Gonzáles Villanueva & Alberto Grondona | Maria José Rustarazo, Flora Gonzáles Villanueva, Alberto Grondona & Estabaliz Burgaleta | 9 de agosto de 2019 |
| 30           | 6            | "Capítulo 30: La duda" "(Capítulo 30: Dúvida)" (BR)          | Antonio Hernández | Ramón Campos, Gema R. Neira, Teresa Fernández-Valdez, Maria José Rustarazo, Flora Gonzáles Villanueva & Alberto Grondona | Maria José Rustarazo, Flora Gonzáles Villanueva, Alberto Grondona & Almudena Ocaña      | 9 de agosto de 2019 |
| 31           | 7            | "Capítulo 31: La felicidad" "(Capítulo 31: Felicidade)" (BR) | Roger Gual        | Ramón Campos, Gema R. Neira, Teresa Fernández-Valdez, Maria José Rustarazo, Flora Gonzáles Villanueva & Alberto Grondona | Maria José Rustarazo, Flora Gonzáles Villanueva, Alberto Grondona & Estabaliz Burgaleta | 9 de agosto de 2019 |
| 32           | 8            | "Capítulo 32: La suerte" "(Capítulo 32: Sorte)" (BR)         | Roger Gual        | Ramón Campos, Gema R. Neira, Teresa Fernández-Valdez, Maria José Rustarazo, Flora Gonzáles Villanueva & Alberto Grondona | Maria José Rustarazo, Flora Gonzáles Villanueva, Alberto Grondona & Estabaliz Burgaleta | 9 de agosto de 2019 |

### Temporada 5 (2020)
| Parte 1 |    |                                                             |                      |                                                                                             |                                                                                                   |                         |
| 33      | 1  | "Capítulo 33: La guerra" "(Capítulo 33: Guerra)" (BR)       | Antonio Hernández    | Teresa Fernández-Valdez, Maria José Rustarazo, Flora Gonzáles Villanueva & Alberto Grondona | Estabaliz Burgaleta, Flora Gonzáles Villanueva, Alberto Grondona & Maria José Rustarazo           | 14 de fevereiro de 2020 |
| 34      | 2  | "Capítulo 34: El odio" "(Capítulo 34: Ódio)" (BR)           | Antonio Hernández    | Teresa Fernández-Valdez, Maria José Rustarazo, Flora Gonzáles Villanueva & Alberto Grondona | Flora Gonzáles Villanueva, Alberto Grondona, Paula Fernández, Curro Serrano & Javier Chacáretegui | 14 de fevereiro de 2020 |
| 35      | 3  | "Capítulo 35: El valor" "(Capítulo 35: Coragem)" (BR)       | Antonio Hernández    | Teresa Fernández-Valdez, Maria José Rustarazo & Flora Gonzáles Villanueva                   | Flora Gonzáles Villanueva & Maria José Rustarazo                                                  | 14 de fevereiro de 2020 |
| 36      | 4  | "Capítulo 36: El control" "(Capítulo 36: Controle)" (BR)    | Manuel Gómez Pereira | Teresa Fernández-Valdez, Maria José Rustarazo, Flora Gonzáles Villanueva & Fran Navarro     | Flora Gonzáles Villanueva, Fran Navarro & Maria José Rustarazo                                    | 14 de fevereiro de 2020 |
| 37      | 5  | "Capítulo 37: El locura" "(Capítulo 37: Insanidade)" (BR)   | Antonio Hernández    | Teresa Fernández-Valdez, Maria José Rustarazo, Flora Gonzáles Villanueva & Fran Navarro     | Flora Gonzáles Villanueva, Fran Navarro & Maria José Rustarazo                                    | 14 de fevereiro de 2020 |
| Parte 2 |    |                                                             |                      |                                                                                             |                                                                                                   |                         |
| 38      | 6  | "Capítulo 38: El Poder" "(Capítulo 38: Poder)" (BR)         | Antonio Hernández    | Teresa Fernández-Valdez, Maria José Rustarazo, Flora Gonzáles Villanueva & Fran Navarro     | Flora Gonzáles Villanueva, Carlos Portela, Paula Fernández, Maria José Rustarazo                  | 3 de julho de 2020      |
| 39      | 7  | "Capítulo 39: La Paciencia" "(Capítulo 39: Paciência)" (BR) | Antonio Hernández    | Teresa Fernández-Valdez, Maria José Rustarazo, Flora Gonzáles Villanueva & Fran Navarro     | Maria José Rustarazo, Flora Gonzáles Villanueva, Fran Navarro                                     | 3 de julho de 2020      |
| 40      | 8  | "Capítulo 40: El Dolor" "(Capítulo 40: Dor)" (BR)           | Gustavo Ron          | Teresa Fernández-Valdez, Maria José Rustarazo, Flora Gonzáles Villanueva & Fran Navarro     | Maria José Rustarazo, Flora Gonzáles Villanueva, Fran Navarro                                     | 3 de julho de 2020      |
| 41      | 9  | "Capítulo 41: La Derrota" "(Capítulo 41: Fracasso)" (BR)    | Gustavo Ron          | Teresa Fernández-Valdez, Maria José Rustarazo, Flora Gonzáles Villanueva & Fran Navarro     | Maria José Rustarazo, Flora Gonzáles Villanueva, Fran Navarro                                     | 3 de julho de 2020      |
| 42      | 10 | "Capítulo 42: El Final" "(Capítulo 42: O fim)" (BR)         | Carlos Sedes         | Teresa Fernández-Valdez, Maria José Rustarazo, Flora Gonzáles Villanueva & Fran Navarro     | Maria José Rustarazo, Flora Gonzáles Villanueva, Fran Navarro                                     | 3 de julho de 2020      |